# Hugo Nys (politicus)
Hugo Jan Jozef Albert baron Nys (Anderlecht, 11 september 1946) is een Belgisch voormalig politicus. Hij was medewerker op diverse christendemocratische ministeriële kabinetten (CVP), burgemeester van Londerzeel en vicegouverneur en gouverneur van Brussel-Hoofdstad.

## Levensloop

### Vroege carrière
Hugo Nys liep lagere school in het Institut Champagnat in Schaarbeek en doorliep zijn humaniora in het Sint-Jorisinstituut in Brussel. Hij behaalde het diploma van licentiaat politieke en diplomatieke wetenschappen aan de Vrije Universiteit Brussel en van licencié spécial en Études européennes aan de Université libre de Bruxelles. Aan die laatste instelling startte hij in 1972 zijn loopbaan als onderzoeksmedewerker-assistent aan het Institut d'études européennes (met lesgevers als Jean Rey, Paul-Henri Spaak, Max Kohnstamm, Georges Goriely en Hendrik Fayat). Ook was hij stagiair bij het directoraat-generaal Buitenlandse Zaken van de Europese Commissie.
In de jaren 1960 was hij actief in het Davidsfonds van de Schaarbeekse wijk Helmet. Hij was medeoprichter en bezieler van de Nederlandse Socioculturele Raad van Schaarbeek (NESOCURA), die de bedoeling had alle Vlaamse verenigingen te hergroeperen.

### Kabinetsmedewerker
Sinds begin jaren 1970 is Nys onafgebroken lid geweest van de CVP, nadien CD&V. Van 1972 tot 1987 was hij werkzaam op diverse kabinetten van CVP-ministers. Hij begon op het kabinet van minister van Landbouw en Middenstand Leo Tindemans (1972-1973), die vervohijlgens vicepremier en minister van Begroting (1973-1974) was. Hij was kabinetssecretaris van premier Tindemans van 1974 tot 1978. Vervolgens was aan de slag op de kabinetten van minister van Verkeerswezen en Openbare Werken Jos Chabert, Buitenlandse Betrekkingen Tindemans en staatssecretaris voor Europese Zaken en Landbouw Paul De Keersmaeker.
Vaak werd Nys betrokken bij politiek gevoelige dossiers (Sabena, Egmontpact, Europees rapport-Tindemans, luchthaven, veiligheid, personeelsbeleid) waarbij veel discreet overleg in en buiten de CVP vereist was. De laatste maanden voor het einde van de regering-Tindemans IV volgde hij de Europese dossiers op voor EVP-voorzitter Tindemans en bleef hij adviseur op het kabinet van waarnemend premier Paul Vanden Boeynants.

### Politieke carrière
Bij de wetgevende verkiezingen van 1978 - de enige waaraan hij deelnam - behaalde Nys 6500 voorkeurstemmen op de niet-verkiesbare elfde plaats van de CVP-Kamerlijst in de kieskring Brussel-Halle-Vilvoorde en sleepte bijna een zevende zetel in de wacht.
Van 1977 tot 1987 was hij burgemeester van Londerzeel. Zijn partij, de CVP, haalde er een duidelijke meerderheid (in 1977 15 zetels van 25, in 1982 18 zetels van 25). Hij wijdde zijn aandacht vooral aan de afronding van de fusie van Londerzeel, Malderen en Steenhuffel en aan een gezond financieel beheer van de gemeente.

### Arrondissementscommissaris
In 1987 werd Nys arrondissementscommissaris van Halle-Vilvoorde. Hij kreeg er te maken met dossiers als de politiesamenwerking in het arrondissement en het arrondissement Leuven en het taalgebruik tijdens (woelige) zittingen van de gemeenteraad in Linkebeek, Sint-Genesius-Rode en Wezembeek-Oppem (waar hij uiteindelijk resultaat boekte onder SP-minister Luc Van den Bossche). Hij coördineerde daarnaast de veiligheidsdiensten voor De Gordel, in samenwerking met de administrateurs-generaal van Bloso Armand Lams en later Carla Galle. 

### Vicegouverneur en gouverneur
In 1995 werd Nys benoemd tot vicegouverneur van het arrondissement Brussel-Hoofdstad (de facto het Brussels Hoofdstedelijk Gewest), een functie die hij bekleedde tot september 2010. Als vicegouverneur zorgde hij samen met Brussels minister Rufin Grijp (SP) en de andere Brusselse ministers voor het taalhoffelijkheidsakkoord, dat later door de Raad van State werd vernietigd. Hij was toezichthouder op de taalwetgeving in de gemeenten van het Brussels Hoofdstedelijk Gewest en verving regelmatig de gouverneur. Tot zijn spijt zag Nys dat de zo moeizaam verworven taalwetgeving geleidelijk werd uitgehold. Vanaf 2009 nam hij als waarnemend gouverneur de taken van gouverneur Véronique Paulus de Châtelet, die men pensioen ging, over. Als gouverneur slaagde hij erin een rampenplan te laten goedkeuren voor het arrondissement Brussel-Hoofdstad en de samenwerking te herstellen tussen de negentien burgemeesters en zijn ambt. Bovendien vervulde hij diverse andere opdrachten en werkte hij nauw samen met Binnenlandse Zaken en met het Brussels Hoofdstedelijk Gewest, waar hij hoofdzakelijk werkte voor de minister-presidenten Charles Picqué (PS) en François-Xavier de Donnea (PRL en MR). Jean Clément volgde hem als waarnemend gouverneur op.

### Overige functies
Nadat hij er in 2011 waarnemend lid van werd, was Nys van 2012 en tot 2015 voorzitter van de raad van bestuur van de Koninklijke Schenking. Paul Buysse volgde hem in 2015 in die hoedanigheid op.
In 2015 werd hij lid en in 2016 voorzitter van de Consultatieve Commissie voor het toekennen van adellijke gunsten en voor het verlenen van eretekens van hoge graad, een mandaat tot 2023.

### Eerbetoon
Als blijk van dank verleende de Brusselse Hoofdstedelijke Regering Nys de titel van eregouverneur bij besluit van 5 juli 2010 en droeg ze hem voor het ereteken van Grootofficier in de Leopoldsorde voor. Hij ontving ook verscheidene buitenlandse onderscheidingen: Grootofficier in de Orde van Verdienste van Luxemburg, Grootofficier in de Orde van Verdienste van Noorwegen, Grootofficier in de Orde van de Dannebrog van Denemarken, Grootofficier in de Orde van de Poolster van Zweden. Grootofficier in de Orde van Verdienste van Italië, Grootofficier in de Orde van Burgerlijke Verdienste van Spanje, Grootcommandeur in de Orde van de Feniks van Griekenland, Kruis van Commandeur in de Orde van Verdienste van Polen, Commandeur in de Orde van Oranje-Nassau van Nederland, Commandeur in de Orde van Verdienste van Portugal en Commandeurskruis in de Orde van de Hongaarse Republiek.
Hij is opgenomen in de adel ten persoonlijke titel en met de persoonlijke titel van baron (KB 10 juli 2018).

### Privé
Nys huwde op 6 oktober 1973 met Christel Pauwels, barones Nys.